# Danijel Pantič
Danijel Pantič (2 dicembre 1987) è un giocatore di calcio a 5 sloveno.

## Carriera
Schierato come ala, Pantič si mise in luce nella formazione del Litija, meritando la convocazione nella Slovenia Under-21 che 2008 prese parte al campionato europeo di categoria. Con la nazionale maggiore ha disputato il campionato europeo 2010 in sostituzione dell'infortunato Vrhovec.